# Epaphra valga
Epaphra valga är en skalbaggsart som beskrevs av Newman 1842. Epaphra valga ingår i släktet Epaphra och familjen långhorningar.
Artens utbredningsområde är Filippinerna. Inga underarter finns listade i Catalogue of Life.